# Vanylvsfjord
Le Vanylvsfjord est un fjord de l’ouest de la Norvège, à la frontière des comtés de Vestland et de Møre og Romsdal. Le fjord, long de 30 kilomètres, sépare le continent, dans la commune de Vanylven, et la péninsule de Stad dans la commune de Stad. Les îles situées à l’embouchure du fjord se trouvent dans la commune de Sande. La partie intérieure du fjord se ramifie entre le Syltefjord et le Kjødepollen (baie de Kjøde). La partie la plus profonde du fjord atteint environ 252 mètres au-dessous du niveau de la mer, juste au nord-est du village de Borgundvåg,.
Il y a des agglomérations tout autour des rives du fjord et sur certaines des îles à l’embouchure du fjord. Certains des villages les plus grands et les plus remarquables sur les rives du fjord comprennent Fiskåbygd, Sylte, Slagnes, Åheim (tous à Vanylven) et Leikanger et Borgundvåg (à Selje).
Le phare d'Haugsholmen est situé dans la partie extérieure du fjord.
Durant la Seconde Guerre mondiale, l’armée allemande a construit en 1942 quatre forts côtiers dans la région de Storeneset sur la péninsule de Stad et vers l’est le long du Rovdefjord jusqu’à Berknes. Ces forts côtiers faisaient partie des défenses allemandes contre une invasion alliée (le « mur de l'Atlantique »). Les forces norvégiennes ont pris le contrôle des nombreuses installations allemandes de la péninsule de Stad le 14 mai 1945. Les mines ont été enlevées par une unité allemande en juillet 1945, sous la surveillance des Norvégiens et Britanniques. Au total, 8447 mines terrestres ont été enlevées. Deux Allemands ont perdu la vie et quatre autres ont été blessés dans le cadre de ce travail. Le fort côtier a été nettoyé et fermé peu de temps après la guerre. Les canons ont été vendus comme ferraille, mais la partie arrière des canons est restée dans les emplacements des canons.
Le Kjødepollen (baie de Kjøde), la partie la plus intérieure du Vanylvsfjord, doit être relié au Moldefjord par le tunnel maritime de Stad qui traverse la péninsule de Stad à son point le plus étroit. Le tunnel a la capacité d’accueillir de grands navires tels que les navires du Hurtigruten,,,. Les plans actuels prévoient un tunnel de 1,7 kilomètre de long entre Eide dans le Moldefjord et Kjøde, sur le Vanylvsfjord, dans la commune de Selje. Ce sera le premier du genre au monde.